# Landtagswahl in Brandenburg 1946
- SED: 44
- VdgB: 5
- LDP: 20
- CDU: 31

Die Landtagswahl in Brandenburg am 20. Oktober 1946 war die einzige Landtagswahl auf dem Gebiet Brandenburgs bis 1990, die den Anschein hatte, frei, allgemein und geheim – also demokratisch zu sein.
Die SED verfehlt, wie in allen anderen Ländern auch, die absolute Mehrheit.

## Detailergebnis
Das amtliche Wahlergebnis lautete wie folgt:
- Wahlberechtigte: 1.655.980
- Wähler: 1.515.987	 (Wahlbeteiligung: 91,5 %)
- Ungültige Stimmen: 69.168

| Partei | Stimmen | Anteil in % | Sitze |
| ------ | ------- | ----------- | ----- |
| SED    | 634.787 | 43,9        | 44    |
| CDU    | 442.634 | 30,6        | 31    |
| LDP    | 298.607 | 20,6        | 20    |
| VdgB   | 70.791  | 4,9         | 5     |

## Folgen
Nach der Wahl wurde eine Allparteienregierung unter Karl Steinhoff, SED, gebildet. Am 5. Dezember 1949 folgte ihm Rudolf Jahn, ebenfalls SED, nach.